# Andrew County
Das Andrew County ist ein County im US-amerikanischen Bundesstaat Missouri. Im Jahr 2020 hatte das County 18.135 Einwohner und eine Bevölkerungsdichte von 16,1 Einwohnern pro Quadratkilometer. Der Verwaltungssitz (County Seat) ist Savannah, benannt nach der gleichnamigen Stadt Savannah in Georgia.

## Geografie
Das County liegt fast im äußersten Nordwesten von Missouri am Ostufer des Missouri River, der die Grenze zu Kansas bildet. Parallel zum Missouri durchfließt der Platte River das County, der wenige Kilometer oberhalb des weiter südlich gelegenen Kansas City in den Missouri mündet. Im Norden ist die Grenze zu Iowa rund 50 km entfernt. Das Andrew County hat eine Fläche von 1131 Quadratkilometern, wovon drei Quadratkilometer Wasserfläche sind. An das Andrew County grenzen folgende Nachbarcountys:
|                          | Nodaway County  | Gentry County |
| Holt County              |                 | DeKalb County |
| Doniphan County (Kansas) | Buchanan County |               |

## Geschichte
Das Andrew County wurde am 29. Januar 1841 auf dem von den Indianern im Zuge des Platte Purchase erworbenen Gebiet gebildet. Benannt wurde es nach Andrew Jackson Davis, einem Juristen und Politiker.

## Demografische Daten
Nach der Volkszählung im Jahr 2010 lebten im Andrew County 17.291 Menschen in 6.633 Haushalten. Die Bevölkerungsdichte betrug 15,3 Einwohner pro Quadratkilometer. In den 6.633 Haushalten lebten statistisch je 2,55 Personen.
Ethnisch betrachtet setzte sich die Bevölkerung zusammen aus 97,4 Prozent Weißen, 0,4 Prozent Afroamerikanern, 0,3 Prozent amerikanischen Ureinwohnern, 0,4 Prozent Asiaten sowie aus anderen ethnischen Gruppen; 1,1 Prozent stammten von zwei oder mehr Ethnien ab. Unabhängig von der ethnischen Zugehörigkeit waren 1,7 Prozent der Bevölkerung spanischer oder lateinamerikanischer Abstammung.
24,1 Prozent der Bevölkerung waren unter 18 Jahre alt, 60,4 Prozent waren zwischen 18 und 64 und 15,5 Prozent waren 65 Jahre oder älter. 50,8 Prozent der Bevölkerung war weiblich.
Das jährliche Durchschnittseinkommen eines Haushalts lag bei 52.720 USD. Das Prokopfeinkommen betrug 24.009 USD. 8,5 Prozent der Einwohner lebten unterhalb der Armutsgrenze.

## Ortschaften im Andrew County
Citys
| - Bolckow - Fillmore - Rea | - Rosendale - Savannah |

Villages
- Amazonia[9]
- Cosby
- Country Club

Unincorporated Communities
- Helena
- Nodaway

## Gliederung
Das Andrew County ist in 10 Townships eingeteilt:
| Township           | Einwohner (2010) | FIPS     |
| ------------------ | ---------------- | -------- |
| Benton Township    | 1020             | 29-04564 |
| Clay Township      | 259              | 29-14266 |
| Empire Township    | 423              | 29-22330 |
| Jackson Township   | 620              | 29-35576 |
| Jefferson Township | 4646             | 29-36710 |

| Township           | Einwohner (2010) | FIPS     |
| ------------------ | ---------------- | -------- |
| Lincoln Township   | 1184             | 29-42572 |
| Monroe Township    | 793              | 29-49286 |
| Nodaway Township   | 6738             | 29-52688 |
| Platte Township    | 426              | 29-58106 |
| Rochester Township | 1182             | 29-1182  |